# Министерство горнодобывающей промышленности и энергетики Колумбии
Министерство горнодобывающей промышленности и энергетики Колумбии является национальным министерством исполнительного правительства Колумбии, которое осуществляет надзор за регулированием горнодобывающей промышленности и минерального сектора, электроэнергетики в Колумбии, оно схоже по своей номенклатуре с министерствами энергетики других странах.